# Drymoglossum beddomei
Drymoglossum beddomei là một loài dương xỉ trong họ Polypodiaceae. Loài này được C.B.Clarke mô tả khoa học đầu tiên năm 1880.
Danh pháp khoa học của loài này chưa được làm sáng tỏ. 